# Akademische Orchestervereinigung Göttingen
Die Akademische Orchestervereinigung Göttingen (AOV) ist ein Sinfonieorchester in Göttingen, das aus Amateurmusikern zusammengesetzt ist und mit der Universität Göttingen assoziiert ist. Es ist das älteste Universitätsorchester der Stadt und gehört zu den ältesten Orchestervereinen im Laienmusikbereich in Deutschland mit bis heute andauernder Aktivität. Das Orchester wurde 1906 durch Universitätsangehörige gegründet und bietet Musikern von inner- und außerhalb der Universität die Möglichkeit, Werke in symphonischer Besetzung zu erarbeiten und aufzuführen. Die AOV ist als nicht eingetragener Verein organisiert. Zusätzlich gibt es den eingetragenen Verein „Freunde der AOV“, über den Mitglieder und Unterstützer die Arbeit des Orchesters fördern können. Die AOV führt pro Jahr zwei bis drei Probenphasen mit Konzerten in Göttingen und Umgebung durch. Konzertreisen führten das Orchester bereits nach Großbritannien, Frankreich, Polen, Rumänien, Ungarn, Andorra, Spanien und Tschechien. Das Repertoire des Orchesters konzentriert sich heute vor allem auf symphonische Werke aus dem 19. und 20. Jahrhundert. Besondere historische Bedeutung trägt das Orchester als Gründungsensemble der ersten Händel-Festspiele Göttingen 1920. Das Festival gilt als Ursprung der sogenannten „Göttinger Händelrenaissance“, der Wiederentdeckung der Bühnenwerke Georg Friedrich Händels.

## Geschichte

### 1906–1919: Gründungsjahre und Erster Weltkrieg
Laut einer Chronik aus dem Orchesterarchiv, die vom langjährigen Vorsitzenden Willi Rehkopf ausgewertet wurde, gab es bereits 1905 erste musikalische Zusammenschlüsse unter Universitätsangehörigen. Wegen einer steigenden Zahl an Interessierten wurde im folgenden Jahr ein Antrag auf Gründung einer „losen Vereinigung ohne korporativen Charakter“ bei der Universitätsleitung gestellt. Am 23. Juni 1906 bestätigte der Prorektor der Universität Göttingen Paul Althaus die Genehmigung der Orchestergründung. Die Satzung nennt das Ziel der Vereinigung: „das musikalische Leben an der Universität durch Aufführung leichterer Orchesterwerke klassischer und moderner Komponisten zu bereichern.“ Die Mitgliedschaft war von Anfang an nicht auf Universitätsangehörige beschränkt. Der erste Dirigent des Orchesters war Walter Mundry, der außerdem Kapellmeister des städtischen Orchesters (des heutigen Göttinger Symphonie Orchesters) war. Die Besetzung in den Gründungsjahren war klein: Sie schwankte zwischen 10 und 20 Mitspielern und bestand vorwiegend aus Streichinstrumenten, während Blasinstrumentalisten aus dem städtischen Orchester als Aushilfen engagiert wurden. Das Repertoire war dementsprechend auf kammermusikalisch besetzte Orchesterliteratur des Barocks und der Klassik beschränkt, auch wurden regelmäßige Kammermusikkonzerte veranstaltet.
1911 wurde Robert Staiger, ein Philologe an der Universität, zum Dirigenten berufen. Staiger war der erste einer Reihe von Universitätsdozenten ohne professionelle musikalische Ausbildung, die in den frühen Jahrzehnten der AOV als musikalische Leiter berufen wurden. Staiger starb 1914 im Ersten Weltkrieg, die Orchesterarbeit wurde während der Kriegsjahre unterbrochen. Über den Kriegsausbruch berichtet Willi Rehkopf: „[ich] übte mir die Klavierstimme zweier Beethoventrios ein. Geiger und Cellist fanden sich bald. Unser Spiel war so gut, daß wir in rechte Begeisterung gerieten. Da erschien am Fenster ein A.O.V.-Mitglied und rief: ‚Was, Ihr spielt noch? Die ganze Stadt ist in Aufregung: Österreich hat Serbien ein Ultimatum gestellt!‘ Wir ließen uns nicht stören und spielten weiter, als ob uns jene Nachricht nicht berührte. Dabei sind doch meine beiden Mitspieler, v. Hanstein und Ahrens, während des Krieges gefallen.“

### 1919–1924: Gründung der Händelfestspiele Göttingen
Nach Ende des Ersten Weltkriegs nahm die AOV unter der Leitung Oskar Hagens ihre Aktivität wieder auf. Hagen war Privatdozent für Kunstgeschichte, also wie Staiger Amateurmusiker und Dozent der Universität. Er konzentrierte sich in der Repertoirewahl auf Streichorchestermusik in kleiner Besetzung, vornehmlich auf Musik des Barocks. Aus seinem privaten Interesse für das Werk Georg Friedrich Händels heraus begann er mit der experimentellen Erprobung von Arien aus Händelopern in kammermusikalischer Besetzung mit Mitgliedern des Orchesters und seiner Ehefrau Thyra Hagen-Leisner als Sängerin. Aufgrund der hohen Begeisterungsfähigkeit des Orchesters und der Unterstützung von wichtigen Figuren der Universität, vor allem dem Präsidenten des Universitätsbundes Karl Brandi, konnte das erste Festival im Sommer 1920 in Göttingen durchgeführt werden. In dessen Rahmen kam die Händeloper Rodelinda erstmals seit Händels Lebzeiten wieder zur szenischen Aufführung. Die Orchestermitglieder der AOV stellten ehrenamtlich nicht nur ihre Freizeit für ausgedehnte Proben zur Verfügung, sondern beherbergten auch die auswärtigen Sänger und Musiker. Hagen bearbeitete die Rodelinda mit tiefgreifenden Kürzungen, eine historisch-authentische Aufführung war nicht sein Ziel. Das Orchester spielte ohne Kenntnis historischer Spielpraxis, so wurde z. B. für den Generalbass ein moderner Flügel verwendet. Über das Spiel des Orchesters in der Erstaufführung schrieb der Rezensent der Vossischen Zeitung:
„Die Göttinger Aufführung war von einer fröhlichen Begeisterung aller mitwirkenden Kräfte getragen. Dieses Orchester von Universitätslehrern, Assistenten und Musensöhnen strich, fiedelte, blies mit dem Feuer einer Zigeunerkapelle, der Hingabe einer Marienbruderschaft, und V. Ernst Wolff spielte das Cembalo mit einer kühnen Improvisationskunst, die gegen das zahme Dreiklangsgeklapper unserer vereidigten Generalbaßprofessoren sich bacchantisch aufbäumte.“
Oskar Hagen feierte das Ereignis der Aufführung als „Tat von unabsehbarer künstlerischer und kultureller Tragweite“. Tatsächlich stellte diese erste szenische Aufführung einer Händeloper seit dessen Lebzeiten den Startschuss für zahlreiche Adaptionen von Händelopern auf deutschen und internationalen Bühnen dar. Hagens Bearbeitungen von mehreren Händelopern fanden weite Verbreitung. Hagen blieb bis 1924 Leiter der AOV und Dirigent der jährlichen Händelfestspiele, bis ihn ein Ruf in die USA aus Göttingen wegführte.

### 1925–1933
Nach dem Weggang Oskar Hagens wurde Wolfgang Stechow musikalischer Leiter der AOV, auch er war wie Hagen Dozent für Kunstgeschichte an der Universität. Die Leitung des Orchesters während der Händelfestspiele lag nacheinander bei den Generalmusikdirektoren bzw. Kapellmeistern des städtischen Orchesters, Rudolf Schulz-Dornburg und Fritz Lehmann.

### 1933–1945: Jahre des Nationalsozialismus
Der amtierende Dirigent der AOV Wolfgang Stechow musste aufgrund seiner jüdischen Abstammung 1933 in die USA emigrieren. Ludwig Dietz, Kapellmeister des städtischen Orchesters, folgte ihm als Leiter. Der Vorsitzende der AOV Willi Rehkopf wurde durch politischen Druck dazu bewegt, sich bei der Gründung eines Jugendorchesters zu engagieren, das der Hitlerjugend angegliedert war. Dieses Orchester wurde zur Umrahmung von Parteifeiern der NSDAP missbraucht. Durch eine solche organisatorische Verbindung zur AOV wurde diese von offiziellen Indienstnahmen durch die Partei verschont. Jedoch nahm die AOV an den „Lippoldsberger Dichtertreffen“ teil, wo nationalistische und völkische Literaten wie Hans Grimm zu einem „Volksfest“ zusammenkamen.
Ab 1936 wurde die AOV als Festspielorchester der Händelfestspiele zunehmend von professionellen Musikern abgelöst. 1937 übernahm Georg Brandt, ein Musikpädagoge im Landschulheim am Solling (heute Internat Solling), den Posten des musikalischen Leiters der AOV. Er machte das Werk Johann Sebastian Bachs zu einem Schwerpunkt des Repertoires. In den Kriegsjahren war die Aktivität des Orchesters eingeschränkt. Unter der Leitung des Stadtkantors Ludwig Doormann und Karl Münchingers wurden noch bis 1944 Konzerte durchgeführt. Münchinger dirigierte die AOV noch bei den „Göttinger Händeltagen 1944“, einer von der NSDAP-Kreisleitung vereinnahmten Veranstaltung anstelle der Händelfestspiele Göttingen. Die Notenbestände und Instrumente des Orchesters wurden während der letzten Kriegsjahre in verschiedenen Verstecken von Willi Rehkopf vor der Zerstörung bewahrt.

### 1945–1950: Nachkriegsjahre
Die alliierte Militärregierung erlaubte 1945 auf Antrag zunächst die Wiederaufnahme des Orchesterspiels mit 20, später mit 40 Mitspielern. Kriegsrückkehrer und Neueingeschriebene vergrößerten die Besetzung, die dennoch fast nur aus Streichern bestand. Die wiedereröffnete Universität gewährte dem Orchester 1945 den Status des „Collegium musicum instrumentale“ und machte es zum offiziellen Universitätsorchester. Dirigenten waren für kurze Zeit der zurückgekehrte Ludwig Dietz, Stadtkantor Ludwig Doormann und ab 1949 Oboist Werner Berkenkamp.

### 1950–1987: Ära Hermann Fuchs
Mit der Berufung des Komponisten und Dirigenten Hermann Fuchs zum Akademischen Musikdirektor begann eine längere Phase konstanter künstlerischer Leitung in der AOV. 37 Jahre leitete er das Orchester und entwickelte es zum großen Sinfonieorchester weiter. Diese Vergrößerung wurde durch die steigenden Studierendenzahlen der Universität in den 60er und 70er Jahren begünstigt. Das Repertoire wurde in die groß besetzte Symphonik auch des 20. Jahrhunderts bis zu Musik der Gegenwart ausgeweitet. Fuchs verstand es, durch charismatische Führung und langfristig angelegte Probenarbeit Niveau und Beliebtheit des Orchesters zu steigern. Er konnte außerdem 1952 den Universitätschor gründen und die beiden Ensembles für Oratorien zusammenbringen. Höhepunkte der Konzerttätigkeit der AOV waren z. B. die Aufführung von Gustav Mahlers 4. Sinfonie 1972, Ludwig van Beethovens 9. Sinfonie 1981 und Skrjabins 2. Sinfonie 1987. Unter Fuchs unternahm das Orchester Konzertreisen nach Großbritannien, in die Niederlande und nach Frankreich (Orléans und Loiretal). Es erweiterte seine Konzerttätigkeit auch um sonntägliche Matineekonzerte in Kammerbesetzung, die seit 1973 regelmäßig stattfinden.

### 1987–1991: Ingolf Helm
Nach der Pensionierung Hermann Fuchs‘ wurde Ingolf Helm als Akademischer Musikdirektor berufen. Helm war vormaliger Kirchenmusiker in Bremen. Er übernahm die Leitung der AOV und des Universitätschors 1987 und unternahm bereits im selben Jahr eine erste Konzertreise mit beiden Ensembles nach Polen (Toruń, Poznań). Obwohl er programmatisch an das Repertoire Fuchs‘ anknüpfte, bildeten sich im Orchester bald Vorbehalte gegen seine künstlerische Leistung und organisatorische Leitung. Aufgrund der sich zuspitzenden Uneinigkeit legte Helm sein Amt als Dirigent der AOV 1991 nieder. Dies hatte zur Folge, dass das Orchester den Status des Universitätsorchesters verlor und zum unabhängigen Orchester umgewandelt wurde. So erhielt es die Freiheit, seinen Dirigenten unabhängig von der Universität zu wählen, verlor aber auch die finanzielle Trägerschaft dieser Stelle durch die Universität. Helm gründete ein neues Orchester, das seitdem den Status des Universitätsorchesters Göttingen innehat.

### 1991–Gegenwart: freies Orchester, assoziiert mit der Universität Göttingen
Die AOV bleibt bis heute als Hochschulgruppe mit der Universität assoziiert und nutzt universitäre Probenräume. 1991 wurde Thomas-Michael Gribow zum künstlerischen Leiter gewählt, 2003 übernahm Arne Willimczik für ein Semester das Amt. Beide Dirigenten waren Kapellmeister des Staatstheaters Kassel. 2004 wurde Lorenz Nordmeyer als künstlerischer Leiter berufen. 2015 legte er das Amt aufgrund zunehmender Mehrbelastung als Professor für Orchesterdirigieren an der Musikhochschule Hamburg nieder. Anschließend übernahm Niklas Benjamin Hoffmann, damals Student im B.A. Orchesterdirigieren an der Musikhochschule Weimar, die Leitung. In seiner Amtszeit verwirklichte die AOV ein Gemeinschaftsprojekt mit dem renommierten Berliner Chor Cantus Domus. Zum 111. Jubiläum des Orchesters wurde im Januar 2017 ein Festkonzert mit Rachmaninows 2. Sinfonie und einer umrahmenden Ausstellung zur Geschichte des Orchesters veranstaltet. Von Oktober 2017 an leitete Piero Lombardi das Orchester, auch er studierte Orchesterdirigieren an der Musikhochschule Weimar. Im April 2024 übernahm Annalena Hösel übergangsweise für ein Semester das Dirigat, seit Oktober 2024 ist Tim Hüttemeister der Dirigent des Orchesters.

## Dirigenten
Quelle: Dirigenten der AOV.
- Gustav Hahn, Paul Thorsch (1906)
- Walter Mundry (Städt. Kapellmeister, 1906–1908)
- Robert Staiger (Philologe, 1908–1914)
- Oskar Hagen (Kunsthistoriker, 1919–1924)
- Wolfgang Stechow (Kunsthistoriker, 1924–1933)
- Rudolf Schulz-Dornburg (Gastdirigent Händelfestspiele; Generalmusikdirektor (GMD) Göttingen, 1926–1928)
- Fritz Lehmann (Kapellmeister Göttingen, 1927–1928)
- Hermann Henze (Städt. Kapellmeister Göttingen, 1933–1934)
- Ludwig Dietz (Städt. Kapellmeister Göttingen, 1934–1935)
- Hans Kirchhelle (Musikdirektor, 1936)
- Georg Brandt (Musikdirektor, 1937–1944)
- Ludwig Doormann (Kirchenmusikdirektor, 1941–1948)
- Karl Münchinger (GMD Niedersächsisches Symphonie-Orchester, 1944)
- Werner Berkenkamp (Oboist, 1948–1949)
- Kurt Sydow (Dozent Pädagogische Hochschule Göttingen, 1949–1950)
- Hermann Fuchs (Akademischer Musikdirektor (AMD) der Universität Göttingen, 1950–1987)
- Ingolf Helm (AMD der Universität Göttingen, 1987–1991)
- Thomas-Michael Gribow (Kapellmeister Staatstheater Kassel, 1991–2003)
- Arne Willimczik (Kapellmeister Staatstheater Kassel, 2003–2004)
- Lorenz Nordmeyer (Hochschullehrer Musikhochschule Hannover, später Musikhochschule Hamburg, 2004–2015)
- Niklas Benjamin Hoffmann (Master Dirigieren Hochschule für Musik Franz Liszt Weimar, 2015–2017)
- Piero Lombardi (Meisterklasse Dirigieren Hochschule für Musik Franz Liszt Weimar, 2017–2024)
- Annalena Hösel (2024)
- Tim Hüttemeister (Master Dirigieren Hochschule für Musik Detmold, seit 2024)

## Auszeichnungen

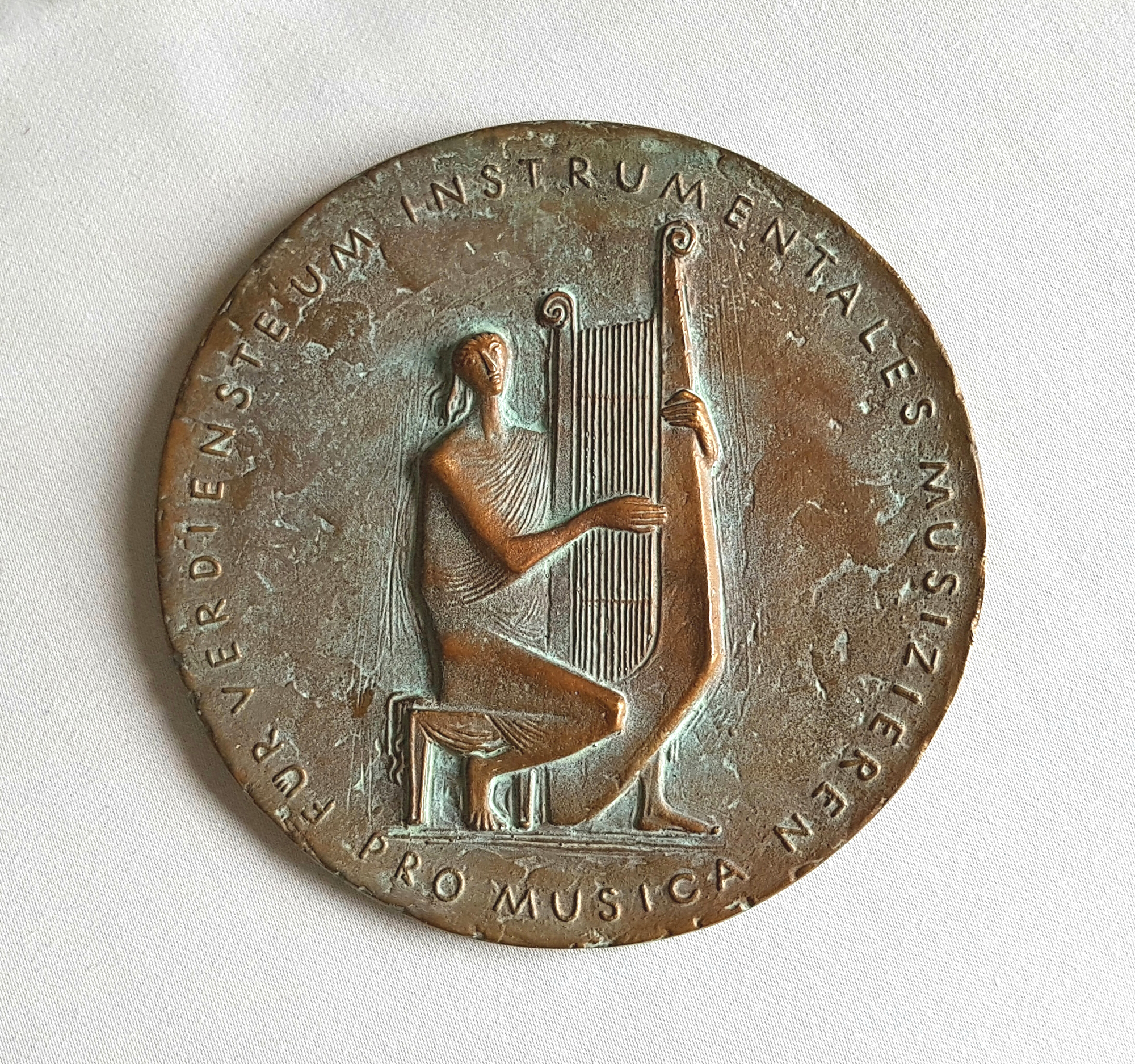
PRO MUSICA-Plakette

Zum 111. Jubiläum der Akademischen Orchestervereinigung im Jahr 2017 verlieh der Bundespräsident Frank-Walter Steinmeier dem Orchester die PRO MUSICA-Plakette, welche durch den Göttinger Bürgermeister Ulrich Holefleisch überreicht wurde. Die PRO MUSICA-Plakette wurde im Jahre 1968 durch den Bundespräsidenten Heinrich Lübke gestiftet für Orchestervereinigungen, „die sich in langjährigem Wirken besondere Verdienste um die Pflege des instrumentalen Musizierens und damit um die Förderung des kulturellen Lebens erworben haben“. Bis zum Jahr 2020 wurden insgesamt 2135 Orchester und Instrumentalensembles mit der PRO MUSICA-Plakette geehrt.